# Fritz Wagnerberger
Fritz Wagnerberger (Traunstein, 14 giugno 1937 – Traunstein, 23 marzo 2010) è stato uno sciatore alpino, allenatore di sci alpino e dirigente sportivo tedesco che gareggiò per la nazionale tedesca occidentale e, agli VIII Giochi olimpici invernali di Squaw Valley 1960 e ai IX di Innsbruck 1964, per la Squadra Unificata Tedesca; fu presidente della Federazione sciistica della Germania Ovest dal 1970 al 1978 e della Federazione sciistica della Germania riunificata dal 1994 al 2005.

## Biografia

### Carriera sciistica
Sciatore polivalente, Fritz Wagnerberger debuttò in campo internazionale in occasione del trofeo Arlberg-Kandahar 1955 (Mürren, 11-13 marzo), dove fu 42º nella discesa libera, e ai Campionati mondiali a Badgastein 1958, dove si classificò 11º nello slalom gigante, 11º nello slalom speciale e non completò la discesa libera; nel 1959 vinse lo slalom gigante dell'Internationalen Adelbodner Skitage (Adelboden, 4-5 gennaio), si piazzò 3º nella discesa libera e 2º nello slalom gigante del trofeo Ruben Blan (Sankt Moritz, 23-25 gennaio) ma a fine stagione si infortunò all'Otto Linher Memorial (Zürs, 19 aprile), fratturandosi una gamba.
Tornato alle gare nel gennaio dell'anno seguente, fu 2º nello slalom gigante del trofeo Hahnenkamm (Kitzbühel, 15-17 gennaio) e ai successivi VIII Giochi olimpici invernali di Squaw Valley 1960 (18-27 febbraio), suo esordio olimpico, si classificò 15º nello slalom gigante ma fu escluso dalla gara di discesa libera poiché i selezionatori della Squadra Unificata Tedesca gli preferirono il tedesco orientale Eberhard Riedel, suscitando le proteste del più quotato Wagnerberger che nel prosieguo della stagione si piazzò 2º nella combinata della Harriman Cup (Sun Valley, 5-6 marzo).
Nella stagione 1960-1961 Wagnerberger vinse lo slalom speciale dell'Internationalen Adelbodner Skitage (Adelboden, 8-9 gennaio) e la discesa libera dell'Arlberg-Kandahar (Mürren, 10-12 marzo) e fu 2º nello slalom gigante di Innsbruck del 1º aprile; l'anno dopo ai Mondiali di Chamonix 1962 (10-18 febbraio) si classificò 14º nella discesa libera e non completò lo slalom gigante. Nel 1963 si piazzò 2º nello slalom gigante di Adelboden del 7 gennaio; l'anno dopo ai IX Giochi olimpici invernali di Innsbruck 1964 (29 gennaio-9 febbraio), suo congedo olimpico e iridato, fu 12º nella discesa libera, la sola gara nella quale prese il via. Si ritirò al termine di quella stessa stagione 1963-1964, dopo aver ancora ottenuto il 2º posto nello slalom gigante del Grand Prix du Savoie (Méribel, 20-22 marzo) e aver vinto in slalom gigante il suo ultimo titolo nazionale tedesco.

### Carriera da allenatore e dirigente
Dopo il ritiro Wagnerberger divenne allenatore nei quadri della Federazione sciistica della Germania Ovest prima di divenirne presidente dal 1970 al 1978. Dopo la riunificazione tedesca (1990), nel 1994 fu eletto presidente della Federazione sciistica della Germania riunita; ricoprì tale incarico fino al 2005, quando divenne presidente onorario (prima persona a ricevere tale riconoscimento). Fu anche vicepresidente del Comitato Olimpico Tedesco occidentale e poi riunificato dal 1974 al 2006 e membro dello Stiftung Deutsche Sporthilfe dal 1999 al 2005.

## Palmarès

### Universiadi
- 5 medaglie[8]:
  - 4 ori (slalom gigante a Villars-sur-Ollon 1962; discesa libera, slalom speciale, combinata a Špindlerův Mlýn 1964)
  - 1 bronzo (slalom gigante a Špindlerův Mlýn 1964)

### Classiche
Arlberg-Kandahar
- 1 vittoria (discesa libera a Mürren 1961)

Internationalen Adelbodner Skitage
- 2 vittorie (slalom gigante ad Adelboden 1959; slalom speciale ad Adelboden 1961)

### Campionati tedeschi
- 5 ori (discesa libera nel 1956; discesa libera nel 1958; discesa libera nel 1961; slalom gigante nel 1962; slalom gigante nel 1964)[16]